# Potxínok Sosnà
Potxínok Sosnà - Починок Сосна (rus) - és un poble de la República del Tatarstan, a Rússia. El 2010 tenia 129 habitants.